# Institut de formation des enseignants et de recherche en éducation

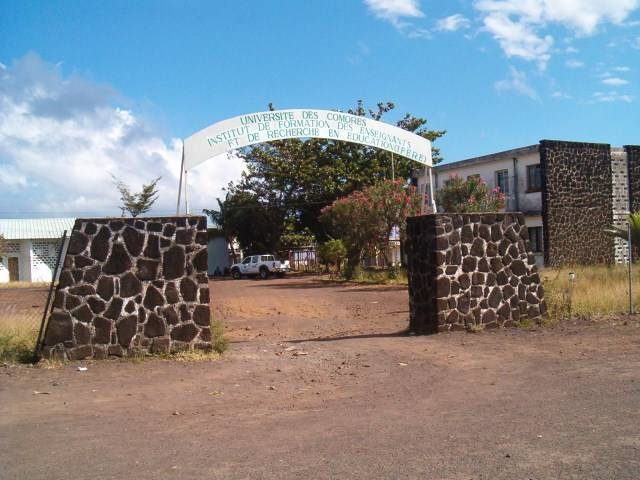
Institut de Formation des Enseignants et de Recherche en Éducation

L'Institut de formation des enseignants et de recherche en éducation (IFERE) a vu le jour aux Comores en 1993 sur la recommandation des États généraux de l’éducation. Il remplace et regroupe les activités de l’ENNI (École normale nationale de Instituteurs), l’ENES (École nationale de l’Enseignement supérieur) et l’INE (Institut national de l'Éducation). Actuellement, l’IFERE est devenu l’une des composantes de l’Université des Comores et conserve ses missions de recherche et de formation.
Il forme les enseignants du premier et du second degrés, les maîtres formateurs, les conseillers pédagogique et l’ensemble des personnels de l’éducation.